# Feureu

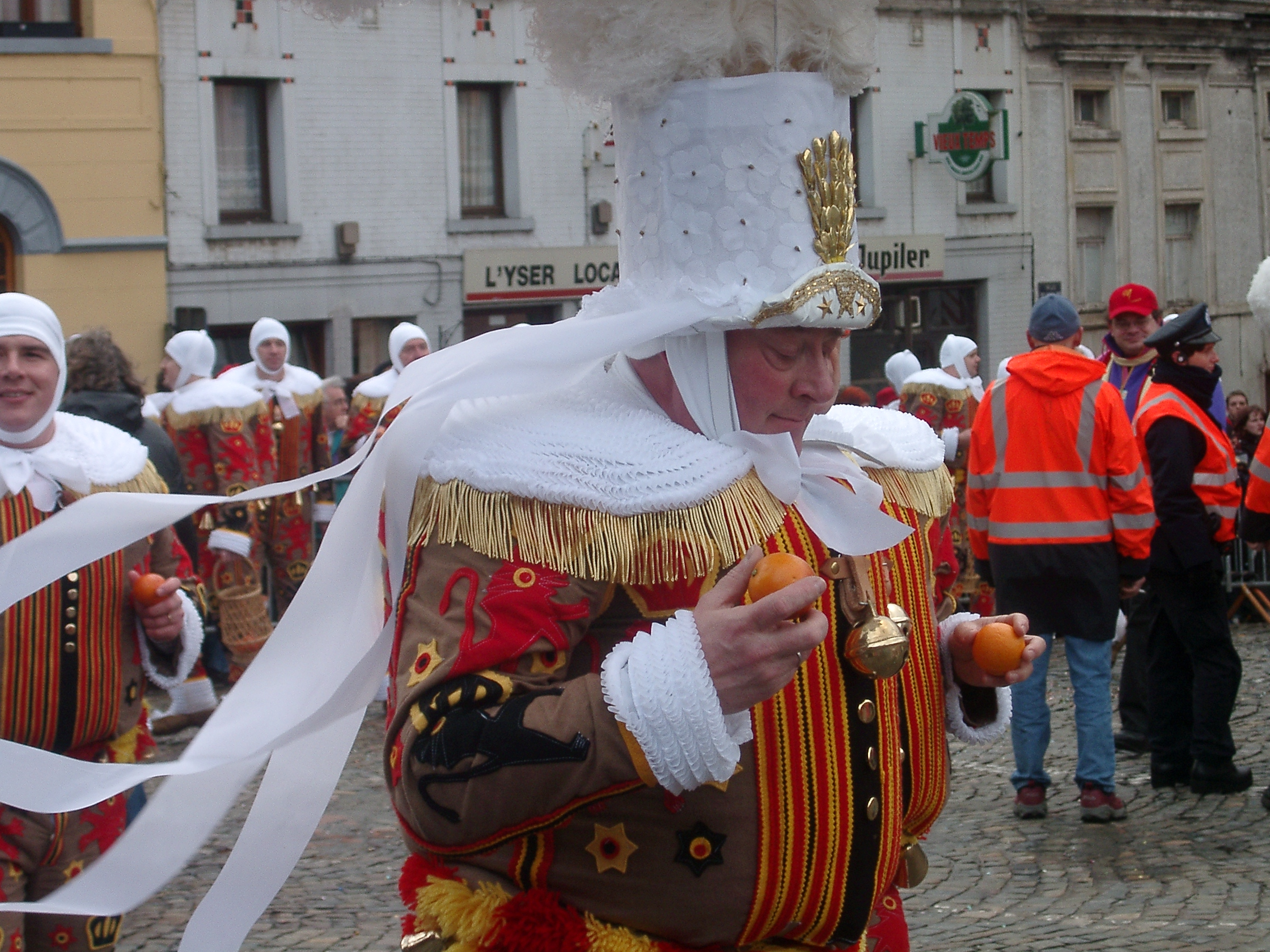
Lors du cortège du dimanche après-midi, les Gilles lancent des oranges vers la foule des spectateurs

Le Feureu  est le carnaval annuel de Haine-Saint-Pierre, Morlanwelz, Anderlues et Nivelles en Belgique. Il est proche, dans sa tradition, du carnaval de Binche: en particulier, il est comme ce dernier centré sur la figure du Gille.

## Déroulement
Après une période de préparation (soumonces), le Feureu proprement dit se déroule sur trois jours, à partir du dimanche de Quadragésime. Il se termine, le lundi soir, par un rondeau autour d'un grand feu de joie sur la place de la ville, puis d'un feu d'artifice. Plusieurs sociétés de Gilles brûlent alors devant leur local un costume de Gille empli de paille. Le mardi, dernier jour du Feureu, est appelé "Raclot" et correspond au mercredi des cendres typique au carnaval binchois.

## Liens